# Vliegtuig Industrie Holland
Vliegtuig Industrie Holland (VIH) was een Nederlandse vliegtuigbouwer en opgericht en gevestigd in Rijswijk.
In 1923 verenigde een aantal personen zich tot de Vliegtuig Industrie Holland en raakte dermate geïnteresseerd in Joop Carley's ontwerp van de C.12 "vliegfiets" dat zij de verdere ontwikkeling van dit vliegtuig financieel gingen ondersteunen, onder de naam Carley's Aeroplanes.
Echter, de bouw van een nieuw ontwerp, een volwaardige tweepersoons dubbeldekker, bleek dermate lang te duren, en het vliegtuig vertoonde volgens de andere leden van de VIH zodanige ernstige technische gebreken, dat ze Joop Carley in 1924 ontsloegen. Daarbij kochten ze de inboedel van Carley's Aeroplanes op en besloten onder eigen naam verder te gaan met de ontwikkeling van vliegtuigen.
De heer H. van Koolbergen werd commercieel directeur en Theo Slot en H. van der Kwast werden beide constructeurs. De VIH wilde verdergaan met de constructie van de tweepersoons dubbeldekker Holland H.1, maar kregen na één volledig exemplaar en drie half afgebouwde exemplaren interesse in het verbeterde ontwerp van de Carley C.12, de Holland H.2.
In 1924 maakte de enige Holland H.1 zijn eerste vlucht en werd aangekondigd dat men met dit vliegtuig zou meedoen aan een Franse vliegtour, de "Tour de France des Avionettes". Tevens zou men ook Carley's oude C.12 inzetten. 
Op het allerlaatste moment verving men de H.1 door de H.2. De C.12 moest onderweg naar Frankrijk een noodlanding maken in het Belgische Heide, kwam later alsnog aan in Frankrijk maar mocht niet meer meedoen. De H.2, die oorspronkelijk door Rinse Hofstra gevlogen zou worden, maar uiteindelijk door een Fransman gevlogen werd, moest een noodlanding maken in Parijs. Ook dit vliegtuig verscheen nooit in de race.
Deze financiële strop kwam de VIH nooit te boven en moest de deuren in 1925 sluiten. De inboedel en de constructeurs Theo Slot en Van der Kwast werden overgenomen door Pander te Den Haag.

## Vliegtuigtypes
Holland H.1 (tweepersoons sportvliegtuig, eenmotorig propeller, dubbeldekker)
Eén exemplaar gebouwd.
Holland H.2 (eenpersoons sportvliegtuig, eenmotorig propeller, middendekker)
Eén exemplaar gebouwd, een verbeterde versie van Carley's C.12. Geschonken door Pander aan MLD-vlieger Frans Elkerbout. Neergestort in 1927 waarbij de piloot Lievense om het leven kwam.